# 曲斯托爾山
47°9′16″N 9°17′09″E / 47.15444°N 9.28583°E

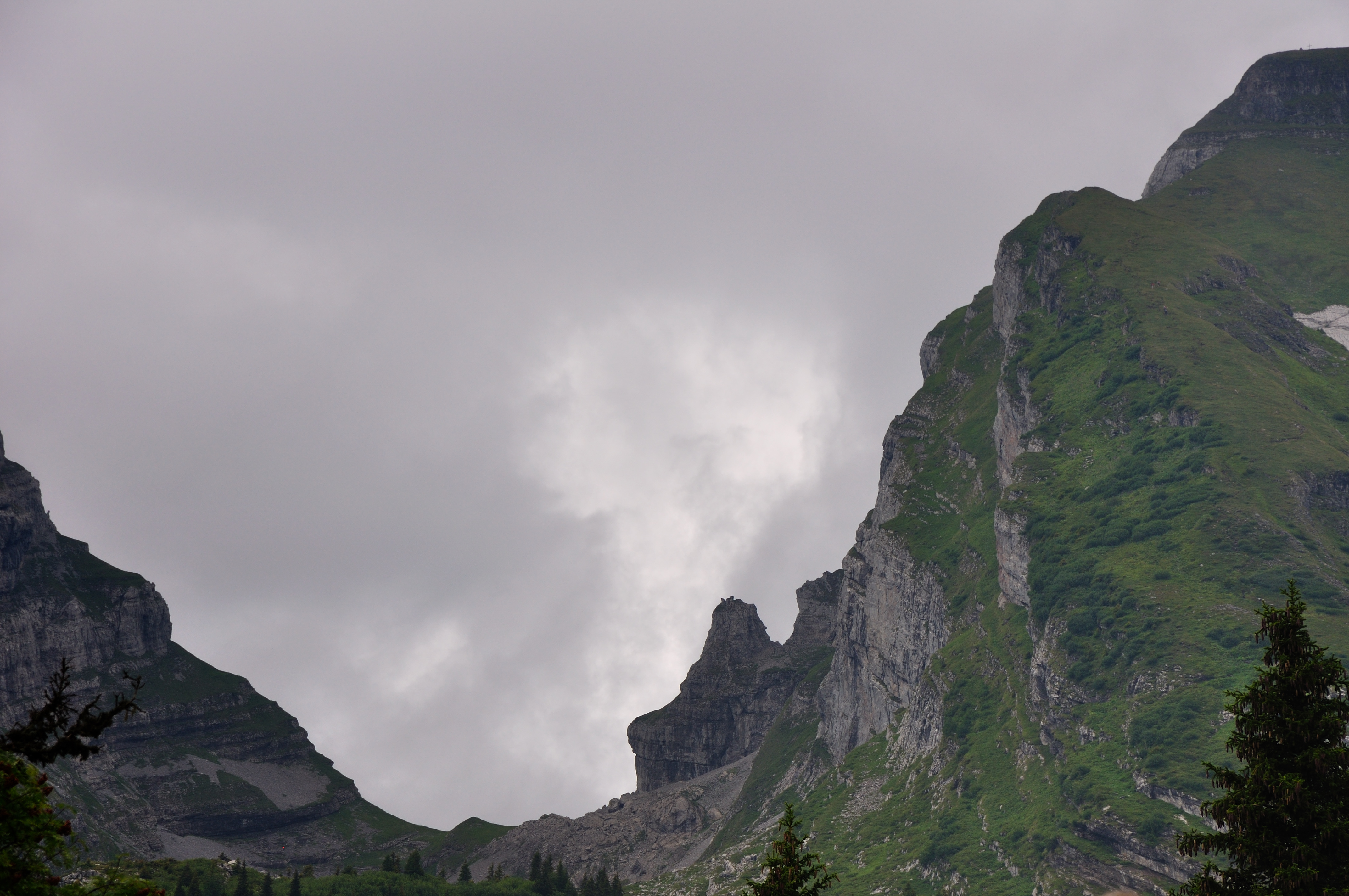

曲斯托爾山（Zuestollen），是瑞士的山峰，位於該國東北部，由聖加侖州負責管轄，屬於阿彭策爾阿爾卑斯山脈的一部分，海拔高度2,235米，每年平均降雨量1,954毫米。

## 外部連結
- Zuestoll on Hikr （页面存档备份，存于）